# Păr (pom fructifer)
Pyrus comunis sau păr, numit în Moldova și prăsad (părul altoit, spre deosebire de cel sălbatic), este un arbore cu frunze căzătoare din familia Rosaceae, care crește până la 10–20 m înălțime și al cărui fruct este pară/prăsadă. Trăiește în medie 65 ani, în cazuri excepționale poate ajunge la 400. Are rădăcină lemnoasă și profundă, trunchiul drept, culoare gri cu coaja crăpată, frunze ovale până la 10 cm lungime, cu contur verde închis. Florile sale sunt albe sau roz cu petale de 1,5 cm, iar fructul este comestibil.
Crește în regiuni cu climat temperat și umed, rezistă bine la frig dar verele calde și secetoase împiedică fructele să crească. Clima cea mai bună se caracterizează prin ierni cu frig dar cu puține înghețuri primăvara și veri cu temperaturi moderate.
Înflorește la 7 °C și rezistă până la -18 °C, dar în plin repausul din iarnă și până la -40 °C.

Pere de varǎ

Există o gamă de varietăți adaptate la diferite clime în interiorul zonei temperate și la clime reci din munții tropicali cu media de 13 °C și precipitații medii anuale de 800 – 1000 mm.
Pyrus communis provine din Europa orientală și Asia Mică. În excavațiile arheologice s-au găsit resturile unui arbore domesticit datând din anul 3000 î.Hr. Romanii au îmbunătățit și răspândit cultivarea.
În prezent principalii producători sunt: China, Italia, Statele Unite, Spania, Argentina, Germania, Coreea, Japonia, Turcia și Africa de Sud. Cea mai mare productivitate o are Austria cu 44 tone pe hectar.